# Maria Anna Margaretha von Gemmingen

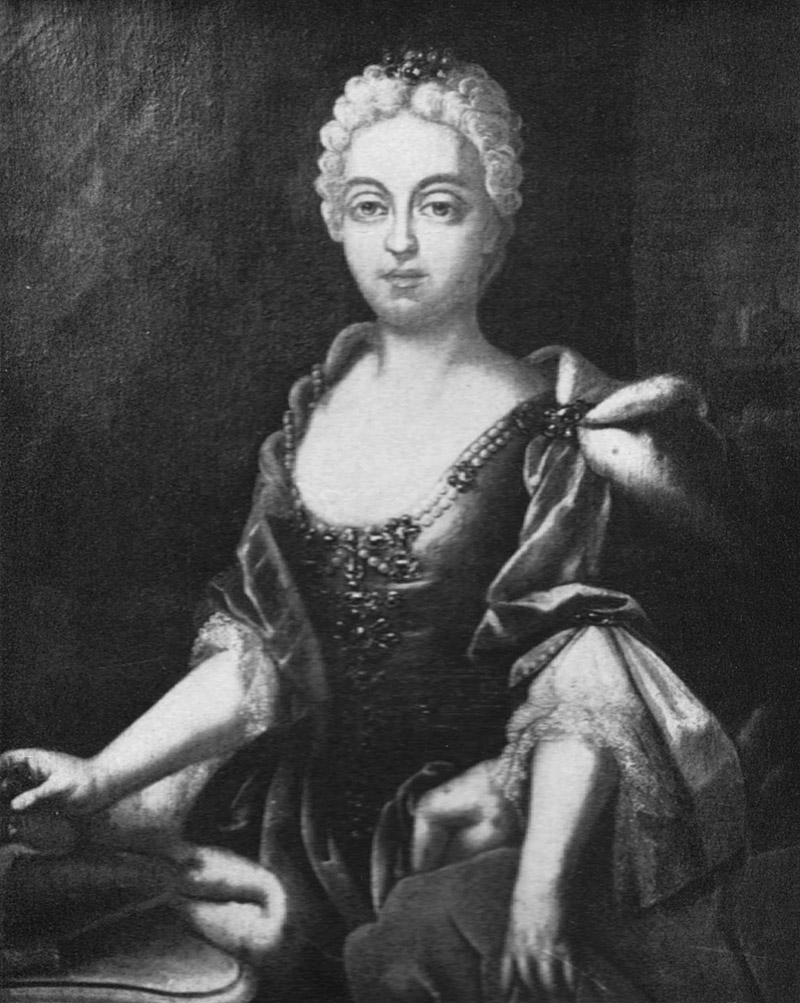
Anna Margaretha von Gemmingen

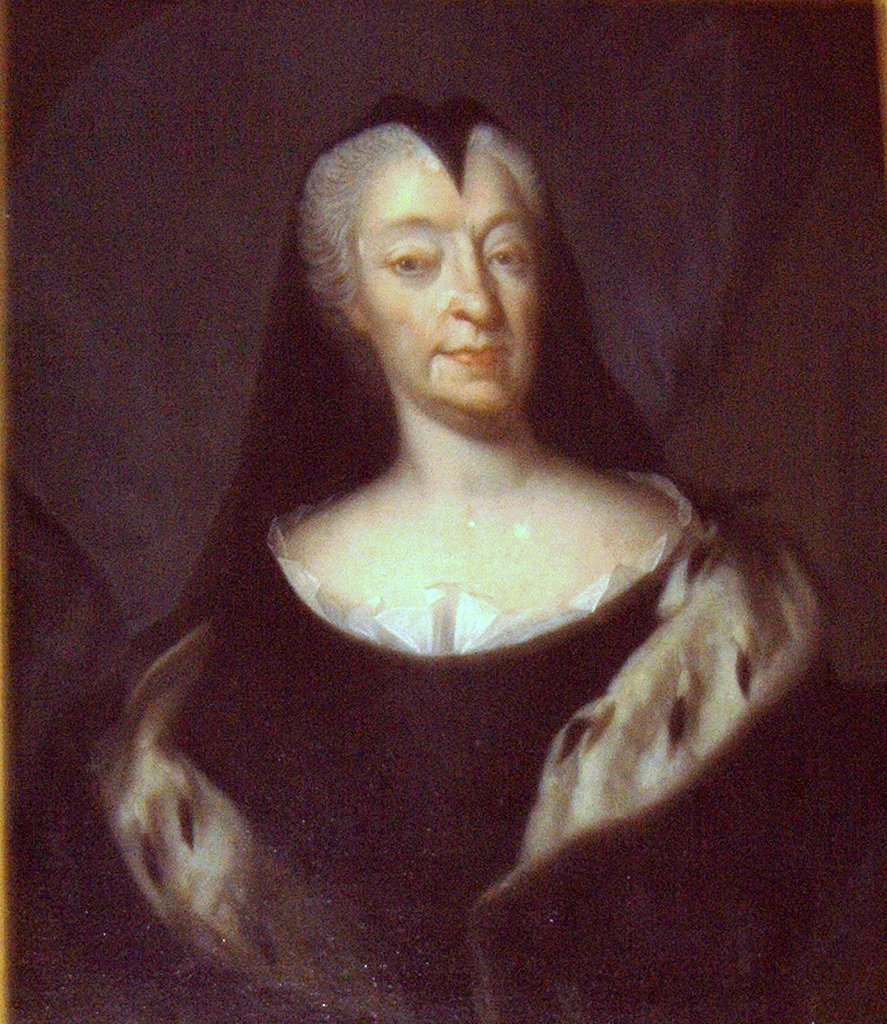
Angebliches Porträt Anna Margaretha von Gemmenings als Fürstäbtissin. Möglicherweise zeigt das Bild jedoch Markgräfin Magdalena Wilhelmine von Württemberg.

Maria Anna Margaretha von Gemmingen (* 15. April 1711 in Abensberg (?); † 25. Januar 1771 in Lindau (Bodensee)) war von 1730 bis 1743 und von 1757 bis 1771 Fürstäbtissin des Kanonissenstifts Lindau.

## Leben
Anna Margaretha entstammte dem ersten Zweig des (katholischen) zweiten Astes der Linie Steinegg der Freiherren von Gemmingen. Sie war die Tochter des fürstbischöflich-eichstättischen Geheimrats Wolf Dietrich von Gemmingen (1680–1738) aus dessen erster Ehe mit Maria Elisabetha Freiin von Freyberg († 1718). Der Konstanzer Fürstbischof Johann Franz Schenk von Stauffenberg vermittelte ihr im März 1725 die Anwartschaft auf Aufnahme in das reichsfürstlich-freiweltliche Damenstift in Lindau. Nach dem Tod der Äbtissin Anna Maria Humpiß von Waltrams wurde die 19 Jahre alte Freiin von Gemmingen am 13. November 1730 zu ihrer Nachfolgerin gewählt. Der neuen Äbtissin vordringlichste Aufgabe war es, das bei einem Stadtbrand in der Nacht zum 17. September 1728 zerstörte Kloster einschließlich Klosterkirche wieder aufzubauen. Als die verwitwete Gräfin Therese Wilhelmine von Pollheim-Winkelhausen dem Kanonissenstift anbot, ihr Vermögen einzubringen, trat Maria Anna Margaretha von Gemmingen im April 1743 von ihrem Amt zurück und übersiedelte in das Franziskanerinnenkloster Möggingen bei Bodmann. Nach dem Tod der Äbtissin von Pollheim-Winkelhausen wurde Freiin von Gemmingen am 20. Juni 1757 erneut zur Fürstäbtissin des Lindauer Damenstifts gewählt, dem sie bis zu ihrem Tod vorstand.